# Saint-Georges-d'Orques
Saint-Georges-d'Orques este o comună în departamentul Hérault din sudul Franței. În 2009 avea o populație de 5.256 de locuitori.

## Evoluția populației
| An        | 1975  | 1982  | 1990  | 1999  | 2006  | 2009  |
| --------- | ----- | ----- | ----- | ----- | ----- | ----- |
| Populație | 1.757 | 2.727 | 3.567 | 4.398 | 5.040 | 5.256 |